# العلاقات البنمية الشمال مقدونية
العلاقات البنمية الشمال مقدونية هي العلاقات الثنائية التي تجمع بين بنما وشمال مقدونيا.

## مقارنة بين البلدين
هذه مقارنة عامة ومرجعية للدولتين:
| وجه المقارنة                                              | بنما                      | شمال مقدونيا                                               |
| --------------------------------------------------------- | ------------------------- | ---------------------------------------------------------- |
| المساحة (كم2)                                             | 74.18 ألف                 | 25.71 ألف                                                  |
| عدد السكان (نسمة)                                         | 4.10 مليون                | 2.08 مليون                                                 |
| الكثافة السكانية (ن./كم²)                                 | 55.27                     | 80.9                                                       |
| العاصمة                                                   | بنما                      | إسكوبية                                                    |
| اللغة الرسمية                                             | اللغة الإسبانية           | اللغة المقدونية، اللغة الألبانية                           |
| العملة                                                    | بالبوا بنمي، دولار أمريكي | دينار مقدوني                                               |
| الناتج المحلي الإجمالي (بليون دولار)                      | 61.84 مليار               | 11.34 مليار                                                |
| الناتج المحلي الإجمالي (تعادل القوة الشرائية) بليون دولار | 87.37 مليار               | 29.26 مليار                                                |
| الناتج المحلي الإجمالي الاسمي للفرد دولار أمريكي          | 13.27 ألف                 | 4.85 ألف                                                   |
| الناتج المحلي الإجمالي للفرد دولار أمريكي                 | 20.89 ألف                 | 16.25 ألف                                                  |
| مؤشر التنمية البشرية                                      | 0.780                     | 0.747                                                      |
| رمز المكالمات الدولي                                      | +507                      | +389                                                       |
| رمز الإنترنت                                              | .pa                       | .mk                                                        |
| المنطقة الزمنية                                           | 00                        | توقيت وسط أوروبا، ت ع م+01:00، ت ع م+02:00، أوروبا/سكوبيه ‏ |

## منظمات دولية مشتركة
يشترك البلدان في عضوية مجموعة من المنظمات الدولية، منها:
| علم المنظمة | اسم المنظمة                               | تاريخ انضمام بنما | تاريخ انضمام شمال مقدونيا |
| ----------- | ----------------------------------------- | ----------------- | ------------------------- |
|             | يونسكو                                    | 10 يناير 1950     | 28 يونيو 1993             |
|             | مؤسسة التمويل الدولية                     | 20 يوليو 1956     | 25 فبراير 1993            |
|             | المركز الدولي لتسوية المنازعات الاستشارية | 8 مايو 1996       | 26 نوفمبر 1998            |
|             | منظمة حظر الأسلحة الكيميائية              | ?                 | ?                         |
|             | مؤسسة التنمية الدولية                     | 1 سبتمبر 1961     | 25 فبراير 1993            |
|             | منظمة التجارة العالمية                    | ?                 | ?                         |
|             | وكالة ضمان الاستثمار متعدد الأطراف        | 21 فبراير 1997    | 19 مارس 1993              |
|             | الاتحاد البريدي العالمي                   | ?                 | ?                         |
|             | منظمة الشرطة الجنائية الدولية             | ?                 | ?                         |
|             | الأمم المتحدة                             | 13 نوفمبر 1945    | 8 أبريل 1993              |
|             | الاتحاد الدولي للاتصالات                  | 14 يوليو 1914     | 4 مايو 1993               |
|             | البنك الدولي للإنشاء والتعمير             | 14 مارس 1946      | 25 فبراير 1993            |

## وصلات خارجية
- موقع وزارة الخارجية البنمية